# Pittore nello studio
Pittore nello studio è un dipinto a olio su tavola (25,1x31,9 cm) realizzato nel 1629 circa dal pittore Rembrandt Harmenszoon Van Rijn.
È conservato nel Museum of Fine Arts di Boston.
Il quadro raffigura lo studio di un pittore, non si sa se fosse proprio quello di Rembrandt stesso: le pareti spoglie, il pavimento di legno grezzo, il tavolo in penombra sono definiti con il consueto realismo dell'artista, che fa pensare a una copia dal vero. Il personaggio ritratto non è identificabile, trovandosi nella zona d'ombra del dipinto. Alcuni vi riconoscono Rembrandt, altri, invece, l'allievo Gerrit Dou.

La posizione del pittore, discosta rispetto alla tela, può riferirsi al consiglio dello stesso Rembrandt, di osservare il lavoro nella sua totalità.